# La finta cameriera
La finta cameriera és una òpera en tres actes composta per Gaetano Latilla sobre un llibret italià de Carlo Goldoni. S'estrenà el 1737 amb el nom Gismondo al Teatro dei Fiorentini de Nàpols.
L'empresari Setaro va dedicar aquesta òpera al Governador de Barcelona, Eugenio Gerardo Lobo, militar i també escriptor d'alguna notorietat en el seu temps; aquesta dedicatòria ens permet de situar l'estrena de La finta cameriera abans del 21 d'agost del 1750, data en la qual la Gaceta de Barcelona informa de la seva mort, a Barcelona mateix.
Modernament s'ha representat l'any 2000 per La Capella de'Turchini dirigida per Antonio Florio.